# Stephanophyllites
Stephanophyllites es un género extinto que existía en el Pérmico. Plantas vasculares sin semilla (helechos) y la reproducción por esporas. Tenía hojas frondas. Vivió en húmedo y pantanoso.

## Ubicación
En Brasil, los fósiles de especies indefinidos de lo género Stephanophyllites, se encuentran en Morro Papaleo y afloran en el municipio de Mariana Pimentel. Son de lo geoparque Paleorrota en la Formación Río Bonito y fecha de la Sakmariense, en el Pérmico. La especie S. Sanpaulensis se encuentra en el estado de São Paulo.
En Argentina, la especie S. Sanpaulensis  también se encuentra.